# Кузнецовское сельское поселение (Свердловская область)
Кузнецо́вское сельское поселение — административно-территориальная единица и муниципальное образование в Свердловской области. Входит в состав Таборинского муниципального района (Восточный управленческий округ Свердловской области). Административный центр поселения — деревня Кузнецово.

## География
Кузнецовское сельское поселение расположено в юго-восточной части Таборинского района, на востоке Свердловской области. Площадь сельского поселения — 1500 км², что составляет приблизительно 13,2% от общей площади Таборинского района.
Сама деревня Кузнецово находится на западе сельского поселения, на правом берегу реки Тавды. Большая часть земель сельского поселения покрыты хвойными и смешанными лесами. Из деревьев в лесах преобладает ель. Значительная часть лесов заболочена. Животный мир: лоси, кабаны, медведи, зайцы, лисы, соболь, куница, норка и другая пушная дичь. Летом много водоплавающей дичи. На землях поселения имеются залежи торфа и известняка, а также нефтяные месторождения. Протекающая в границах поселения река Тавда судоходна в летний период.
Кузнецовское сельское поселение граничит:
- с другими территориями Свердловской области:
  - с территориями того же Таборинского района:
    - на юго-западе — Таборинским сельским поселением,
    - в северо-западном углу (в одной точке) — с Унже-Павинским сельским поселением,
    - на севере и частично на северо-западе — с межселенными территориями Таборинского района,

  - на юге и востоке — с Тавдинским районом, не включающим в себя городские и сельские поселения;
- на северо-востоке — с городским поселением Куминский Кондинского района Ханты-Мансийского автономного округа — Югры в составе Тюменской области.

## История
Кузнецовское сельское поселение было образовано в 2006 году в ходе муниципальной реформы.

## Состав сельского поселения
| №  | Населённый пункт | Тип населённого пункта          | Население |
| -- | ---------------- | ------------------------------- | --------- |
| 1  | Бочкарёво        | деревня                         | ↗15       |
| 2  | Галкино          | деревня                         | ↘3        |
| 3  | Городок          | деревня                         | ↘6        |
| 4  | Ермаково         | деревня                         | ↘3        |
| 5  | Икса             | деревня                         | ↘11       |
| 6  | Кузнецово        | деревня, административный центр | ↘311      |
| 7  | Мягково          | деревня                         | ↘39       |
| 8  | Оверино          | деревня                         | ↘237      |
| 9  | Пальмино         | деревня                         | ↘140      |
| 10 | Сарьянка         | посёлок                         | ↘17       |
| 11 | Фунтусово        | деревня                         | ↘46       |
| 12 | Чермино          | деревня                         | ↘0        |
| 13 | Чулино           | деревня                         | ↘1        |
| 14 | Чунь-Чеш         | посёлок                         | ↘0        |

### Упразднённые населённые пункты
- деревня Новоермаково.
- 8 ноября 2016 областным законом 95-ОЗ был упразднён посёлок Посолка[7]

## Население
| 2010  | 2011  | 2012  | 2013  | 2014  |
| ----- | ----- | ----- | ----- | ----- |
| 1134  | ↘1126 | ↘1120 | ↘1102 | ↘1058 |
| 2015  | 2016  | 2017  | 2018  | 2019  |
| ↘1003 | ↘968  | ↘940  | ↘913  | ↘888  |
| 2020  | 2021  | 2023  |       |       |
| ↘872  | ↘812  | ↘776  |       |       |

## Экономика
Фермерские хозяйства и малые предприятия поселения заняты заготовкой и переработкой леса и сельским хозяйством.